# Кроули, Эдвард Фрэнсис
Эдвард Ф. Кроули (англ. Edward F. Crawley) — профессор аэронавтики, астронавтики и инженерных систем MIT. С 2003 по 2006 годы занимал должность исполнительного директора Института Кембридж-МТИ (Cambridge-MIT Institute, CMI).
Участвовал в создании Международного космического университета в Страсбурге и стал его первым содиректором по инженерии. Основатель и содиректор нескольких программ MIT, таких, как MIT Gordon Leadership Program и MIT System Design and Management graduate program CDIO (Conceiving — Designing — Implementing — Operating, «Задумай — спроектируй — реализуй — управляй»). Член совета Американского института аэронавтики и астронавтики, Королевского сообщества аэронавтики (Великобритания), член трёх национальных академий инженерии: Шведской королевской академии инженерной науки, (Британской) Королевской академии инженерии, Национальной инженерной академии США (1998). Был председателем консультативного комитета по технологиям и коммерциализации NASA, членом консультативного комитета NASA, членом Президентского консультативного комитета по реконструкции космической станции. Был приглашённым профессором Московского авиационного института, Пекинского университета авиации и космонавтики, Стэнфордского и Кембриджского университетов.
В конце 2011 года принял предложение возглавить создававшийся «Сколковский институт науки и технологий» (Сколково, Россия), став его первым ректором. 12 февраля 2016 года Кроули официально передал свою должность новому ректору — академику А. П. Кулешову, оставшись при этом почётным профессором Сколтеха.
В 2016 году Э. Кроули был награждён орденом Дружбы, а также избран иностранным членом Российской академии наук.